# Осьно (Жнінський повіт)
Осьно (пол. Ośno, нім. Oschnau) — село в Польщі, у гміні Яновець-Велькопольський Жнінського повіту Куявсько-Поморського воєводства.
Населення — 190 осіб (2011).
У 1975-1998 роках село належало до Бидгощського воєводства.

## Демографія
Демографічна структура станом на 31 березня 2011 року:
|          | Загалом | Допрацездатний вік | Працездатний вік | Постпрацездатний вік |
| -------- | ------- | ------------------ | ---------------- | -------------------- |
| Чоловіки | 105     | 23                 | 74               | 8                    |
| Жінки    | 85      | 18                 | 52               | 15                   |
| Разом    | 190     | 41                 | 126              | 23                   |